# Perdita fulvicauda
Perdita fulvicauda är en biart som beskrevs av Timberlake 1962. Perdita fulvicauda ingår i släktet Perdita och familjen grävbin. Inga underarter finns listade i Catalogue of Life.